# Richard Grosvenor, II marchese di Westminster
Richard Grosvenor, II marchese di Westminster (Londra, 27 gennaio 1795 – Wiltshire, 31 ottobre 1869), è stato un nobile e politico inglese.

## Biografia
Nacque a Millbank House, a Westminster. Era il maggiore dei tre figli di Robert Grosvenor, I marchese di Westminster, e di sua moglie, Lady Eleanor Egerton. Studiò alla Westminster School e alla Christ Church di Oxford.

## Carriera
Nel 1818 è stato eletto come deputato Whig per Chester e successivamente è stato nominato giudice di pace. Nel 1830 è stato eletto deputato per Cheshire fino a quando il collegio elettorale è stato diviso nel 1832, e da allora fino al 1834 rappresentò South Cheshire. È stato Lord luogotenente del Cheshire (1845-1867) e Lord Steward of the Household (1850-1852) nell'amministrazione Whig guidata da Lord John Russell. Il 22 marzo 1850 è stato ammesso al Privy Council.

## Matrimonio
Sposò, il 16 settembre 1819, Lady Elizabeth Leveson-Gower (8 novembre 1797-11 novembre 1891), figlia di George Leveson-Gower, I duca di Sutherland. Ebbero tredici figli:
- Lady Eleanor Grosvenor (22 ottobre 1820-4 maggio 1911), sposò Algernon Percy, IV duca di Northumberland, non ebbero figli;
- Lady Mary Frances Grosvenor (2 dicembre 1821-2 gennaio 1912), sposò Thomas Parker, VI conte di Macclesfield, ebbero quindici figli;
- Gilbert Grosvenor (10 aprile 1823-2 gennaio 1824);
- Lady Elizabeth Grosvenor (9 luglio 1824-16 dicembre 1899), sposato Beilby Lawley, II barone Wenlock, ebbero otto figli;
- Hugh Grosvenor, I duca di Westminster (13 ottobre 1825-22 dicembre 1899);
- Lady Evelyn Grosvenor (16 dicembre 1826-25 gennaio 1839);
- Lady Caroline Amelia Grosvenor (14 giugno 1828-24 marzo 1906), sposò William Leigh, II barone Leigh, ebbero sette figli;
- Lady Octavia Grosvenor (22 settembre 1829-29 maggio 1921), sposò Michael Shaw-Stewart, VII Baronetto, ebbero nove figli;
- Lady Agnes Grosvenor (24 gennaio 1831-22 gennaio 1909), sposò Archibald Campbell, III Baronetto, non ebbero figli;
- Lord Gilbert Grosvenor Norman (6 gennaio 1833-20 marzo 1854);
- Lady Jane Louisa Octavia Grosvenor (29 agosto 1834-13 luglio 1921), sposò in primo luogo, Gamel Pennington, IV barone Muncaster ed ebbero una figlia, e in secondo luogo, Hugh Lindsay ed ebbero tre figli;
- Richard Grosvenor, I barone Stalbridge (28 gennaio 1837-18 maggio 1912);
- Lady Theodora Grosvenor (7 luglio 1840-24 marzo 1924), sposò Guest Thomas[4], ebbero una figlia.

Dopo il loro matrimonio, la coppia visse inizialmente a Eaton Hall. Durante la stagione londinese, da aprile di ogni anno, la famiglia viveva a Grosvenor House. Nel 1827 la coppia visitò la Norvegia, la Svezia e la Russia e nel 1835-1836 visitarono la Germania e l'Italia. Quando il marchese morì nel 1845, seguirono la tradizione di famiglia di utilizzare Eaton Hall come residenza di campagna e Grosvenor House come residenza londinese, dove si intrattenevano sontuosamente.

## Morte
Morì il 31 ottobre 1869, a Fonthill House, dopo una breve malattia e fu sepolto nella tomba di famiglia a St Mary's Church.
Grosvenor "si dedicò al miglioramento della sua proprietà londinese", e delle sue proprietà nel Dorset e nel Cheshire; è stato descritto come un "padrone di casa modello". Eaton Hall era stata ricostruita in stile gotico fiammeggiante per suo padre da William Porden. Grosvenor incaricò l'architetto scozzese William Burn di apportare modifiche, incluso l'innalzamento del centro del fronte sud per farlo sembrare una torre. Burn progettò anche Fonthill House in stile baronale scozzese. Nelle sue proprietà, Grosvenor fece costruì fattorie, scuole e "numerosi" cottage. Tra le sue scuole c'erano le Bishopsfield Schools a Hoole, Chester. Incaricò anche la realizzazione del municipio di Shaftesbury per la gente della città.
Grosvenor continuò l'interesse della famiglia per le corse di cavalli e, quando viveva nella sua tenuta di campagna, trascorreva del tempo cacciando e pescando. Si dedicò generosamente alla carità, costruì e restaurò chiese. Fu uno dei primi mecenati dell'architetto John Douglas. Nel 1865–66 Douglas progettò per lui la chiesa di San Giovanni nel suo villaggio di proprietà di Aldford. Più o meno nello stesso periodo, Grosvenor diede i terreni al consiglio comunale di Chester per la formazione del Grosvenor Park. Per questo parco Douglas progettò una serie di strutture, tra cui il Loggia d'ingresso, i cancelli e una cupola per il pozzo di Billy Hobby. La statua che mostra il marchese in giarrettiera è stata progettata da Thomas Thornycroft ed eretta nel 1869; si trova ancora a Grosvenor Park.
I genitori di Grosvenor avevano instillato "alti principi morali" nei loro figli. È stato descritto come "di carattere austero e d'incrollabile devozione al dovere di padre di famiglia, politico e padrone di casa". Il suo necrologio sul Times afferma che "amministrava la sua vasta proprietà con una combinazione di intelligenza e generosità che non si vedeva spesso".